# Lijst van rijksmonumenten in Capelle aan den IJssel
Onderstaande tabel geeft een overzicht van de rijksmonumenten in de gemeente en plaats Capelle aan den IJssel. De objecten worden getoond zoals deze zijn geregistreerd in het Rijksmonumentenregister, inclusief onderdelen van een monument met een eigen rijksmonumentnummer.
| Object | Oorspronkelijke functie?  | Bouwjaar                                                                               | Architect        | Locatie                  | Coördinaten?                  | Nr.?   | Afbeelding         |
| --- | ------------------------- | -------------------------------------------------------------------------------------- | ---------------- | ------------------------ | ----------------------------- | ------ | ------------------ |
| 't Oude Raadhuis/Oude Regthuys | Woonhuis                  | tweede kwart 19e eeuw                                                                  |                  | Dorpsstraat 3            | 51° 55' 20" NB, 4° 35' 4" OL  | 11463  | Meer afbeeldingen  |
| Dwarshuis met pannen schilddak | Woonhuis                  | midden 19e eeuw                                                                        |                  | Dorpsstraat 31           | 51° 55' 21" NB, 4° 35' 15" OL | 11464  | Meer afbeeldingen  |
| Huis bestaande uit begane-grond met omlopend schilddak, waarop hoekschoorstenen                                                                         | Woonhuis                  | 1792                                                                                   |                  | Dorpsstraat 160          | 51° 55' 33" NB, 4° 35' 41" OL | 11465  | Meer afbeeldingen  |
| Dijkboerderijtje, gaaf bewaard. Rieten wolfdak met overstek aan de dijkzijde. Vensters met luiken en ten dele nog goede roedenverdeling                 | Boerderij                 | begin 19e eeuw                                                                         |                  | Dorpsstraat 215          | 51° 55' 35" NB, 4° 35' 50" OL | 11466  | Meer afbeeldingen  |
| Boerderij, rieten wolfdak | Boerderij                 | 17e=18e eeuw                                                                           |                  | 's Gravenweg 101         | 51° 55' 39" NB, 4° 34' 9" OL  | 11467  | Meer afbeeldingen  |
| Alexanderhof | Boerderij                 | 18e eeuw                                                                               |                  | 's Gravenweg 219         | 51° 56' 4" NB, 4° 34' 53" OL  | 11468  | Meer afbeeldingen  |
| Veldzicht | Woonhuis                  | eerste kwart 19e eeuw                                                                  |                  | 's Gravenweg 229         | 51° 56' 5" NB, 4° 34' 58" OL  | 11469  | Meer afbeeldingen  |
| Boerderij met dwars voor de stal geplaatst, gepleisterd woonhuis, rechts onderkelderd en gedekt door pannen zadeldak met dakkapel en puntgevels opzij   | Boerderij                 | eerste helft 19e eeuw                                                                  |                  | 's Gravenweg 325         | 51° 56' 27" NB, 4° 35' 38" OL | 11470  | Meer afbeeldingen  |
| Klaverweide | Boerderij                 | 17e eeuw                                                                               |                  | 's Gravenweg 327A        | 51° 56' 28" NB, 4° 35' 38" OL | 11471  | Meer afbeeldingen  |
| Hervormde- of Dorpskerk | Kerk en kerkonderdeel     | 15e eeuw (oorsprong) 1574 (verwoest) 1592 (hersteld) 1664-1665 (hersteld) 1961 (rest.) |                  | Kerklaan 2               | 51° 55' 35" NB, 4° 35' 44" OL | 11473  | Meer afbeeldingen  |
| Toren der Hervormde Kerk | Kerk en kerkonderdeel     | 1805 (stichtingssteen) 1961 (rest.)                                                    |                  | Kerklaan bij 2           | 51° 55' 35" NB, 4° 35' 43" OL | 11474  | Meer afbeeldingen  |
| Dwarshuizen onder pannen schilddak. Deuren in omlijsting door pilasters en hoofdgestel. Vensters met luiken. Stoeppalen met stangen. Getande deurkalven | Woonhuis                  | begin 19e eeuw                                                                         |                  | Raadhuisstraat 7         | 51° 55' 20" NB, 4° 35' 5" OL  | 11475  | Meer afbeeldingen  |
| Dievenhuisje: gevangenis van Slot Capelle | Overheidsgebouw           | 16e eeuw (steenformaat)                                                                |                  | Nieuwe Laan 11           | 51° 55' 20" NB, 4° 34' 50" OL | 11476  | Meer afbeeldingen  |
| Dwarshuisboerderij | Boerderij                 | 1850-1892                                                                              |                  | Nijverheidstraat 297     | 51° 54' 49" NB, 4° 34' 16" OL | 509908 | Dwarshuisboerderij |
| Boenhoek | Boerderij                 | 1892                                                                                   |                  | Nijverheidstraat bij 297 | 51° 54' 49" NB, 4° 34' 16" OL | 509909 | Upload foto        |
| Voormalig bejaardentehuis Van Capellenstichting | Sociale zorg, liefdadigh. | 1898                                                                                   | Augustinus Nolen | Dorpsstraat 164          | 51° 55' 33" NB, 4° 35' 43" OL | 509910 | Meer afbeeldingen  |
| Bovenschuur | Boerderij                 | ca. 1870                                                                               |                  | Dorpsstraat 181          | 51° 55' 34" NB, 4° 35' 45" OL | 509911 | Meer afbeeldingen  |

Alblasserdam ·
Albrandswaard ·
Alphen aan den Rijn ·
Barendrecht ·
Bodegraven-Reeuwijk ·
Capelle aan den IJssel ·
Delft ·
Den Haag ·
Dordrecht ·
Goeree-Overflakkee ·
Gorinchem ·
Gouda ·
Hardinxveld-Giessendam ·
Hendrik-Ido-Ambacht ·
Hillegom ·
Hoeksche Waard‎ ·
Kaag en Braassem ·
Katwijk ·
Krimpen aan den IJssel ·
Krimpenerwaard ·
Lansingerland ·
Leiden ·
Leiderdorp ·
Leidschendam-Voorburg ·
Lisse ·
Maassluis ·
Midden-Delfland ·
Molenlanden ·
Nieuwkoop ·
Nissewaard ·
Noordwijk ·
Oegstgeest ·
Papendrecht ·
Pijnacker-Nootdorp ·
Ridderkerk ·
Rijswijk ·
Rotterdam ·
Schiedam ·
Sliedrecht ·
Teylingen ·
Vlaardingen ·
Voorne aan Zee ·
Voorschoten ·
Waddinxveen ·
Wassenaar ·
Westland ·
Zoetermeer ·
Zoeterwoude ·
Zuidplas ·
Zwijndrecht